# Manduca corumbensis
Manduca corumbensis är en fjärilsart som beskrevs av Clark 1920. Manduca corumbensis ingår i släktet Manduca och familjen svärmare. Inga underarter finns listade i Catalogue of Life.

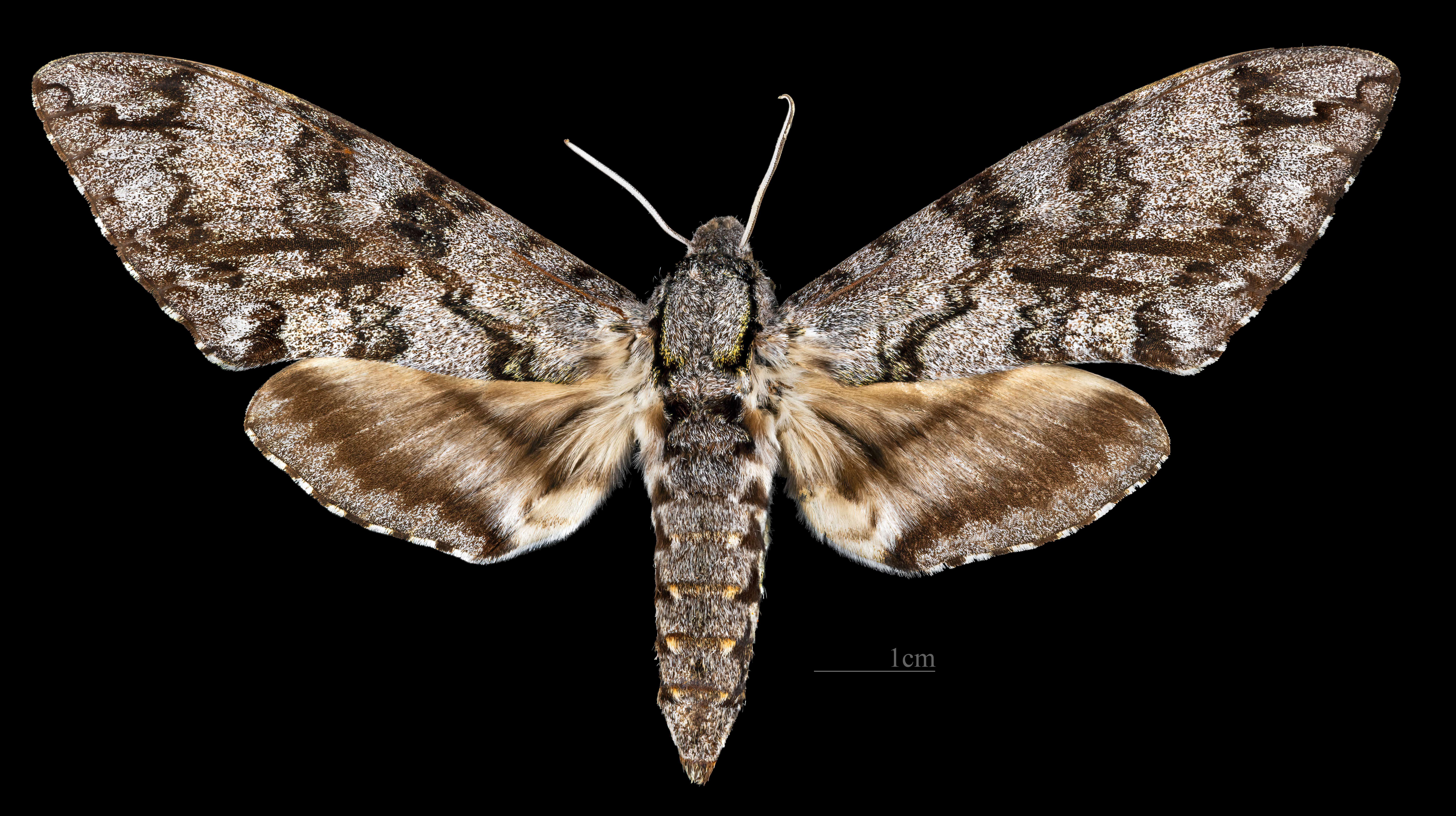
Manduca corumbensis  ♀
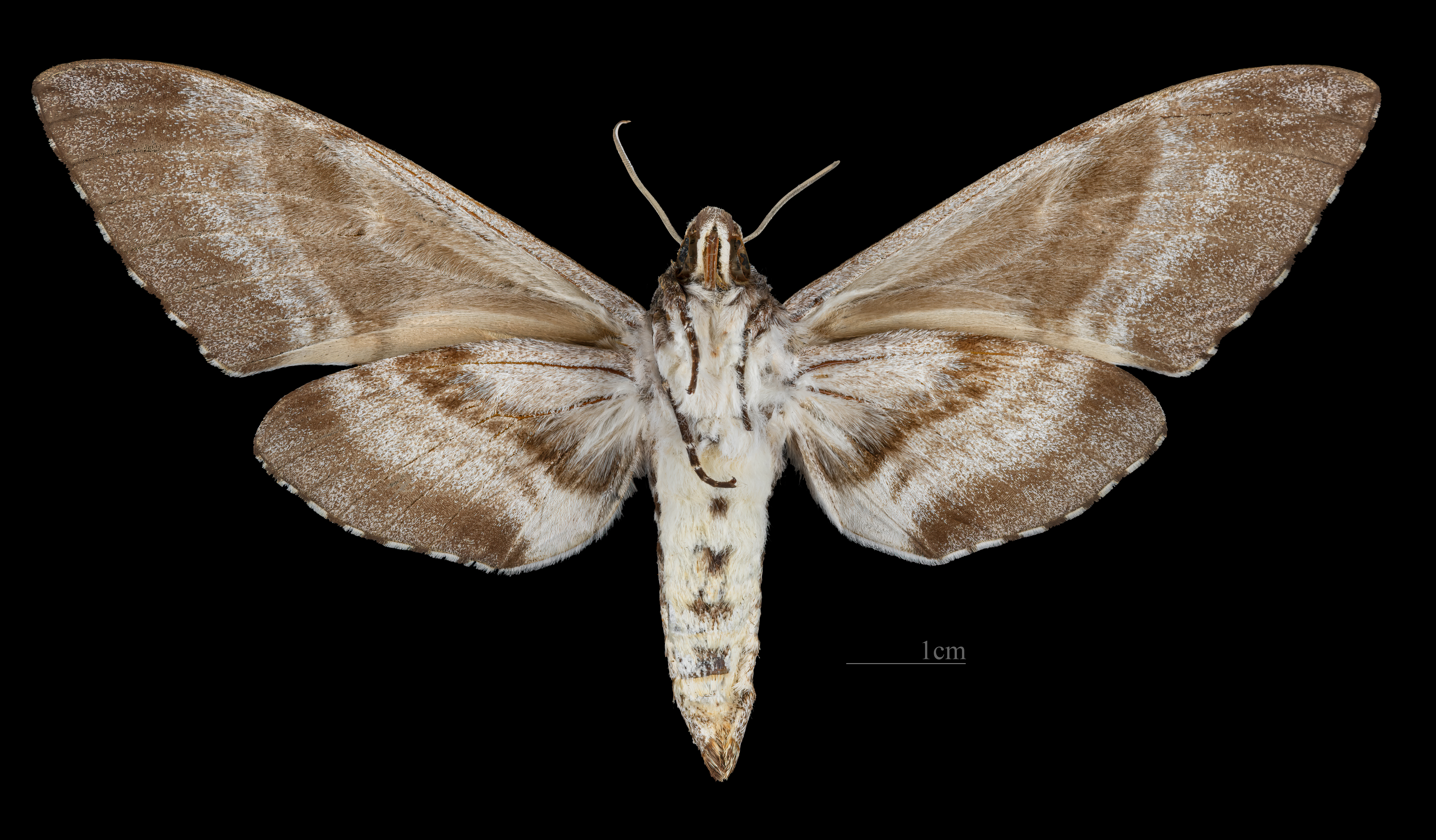
Manduca corumbensis ♀ △